# 東急池上線
池上線（いけがみせん）は、東京都品川区の五反田駅と東京都大田区の蒲田駅を結ぶ東急電鉄が運営する鉄道路線。
路線図や駅ナンバリングで使用される路線カラーはピンク、路線記号はIK。
本項では関連路線として未成線に終わった泉岳寺線（せんがくじせん）についても記述する。

## 路線データ
- 路線距離：10.9 km
- 軌間：1,067 mm
- 駅数：15駅（起終点駅含む）
- 複線区間：全線
- 電化区間：全線（直流1,500 V）
- 閉塞方式：自動閉塞式
- 保安装置：東急型ATS
- 最高速度：80 km/h[1]

## 運行概況
列車種別は各駅停車のみであり、東急多摩川線と共通の18m車体、3扉の3両編成で運転される。1998年（平成10年）3月16日からはワンマン運転を実施している。ワンマン運転時の安全確保のため、各駅では固定式ホーム柵とホームセンサー（五反田駅ではホームドアが設置済み）を設置しており、乗客が乗降するホームドアや固定式ホーム柵の位置にあわせて列車を所定停止位置に停止させるための支援装置としてTASCを採用している。
2000年（平成12年）8月6日以降のダイヤでは、五反田駅 - 蒲田駅間の全線通し運転のほか、朝ラッシュ時や夜間、始発・終電時間帯を中心に車両基地（雪が谷検車区）のある雪が谷大塚駅と五反田駅や蒲田駅間の区間運転がある 。なお、2014年（平成26年）3月14日までは平日の夕方と夜間の帰宅ラッシュ時間帯に五反田駅 - 雪が谷大塚駅間の区間列車が多数運転されていたが、翌15日のダイヤ改正で19時台1本、21時台1本、23時台1本、24時台3本を除いて運転区間が全て蒲田駅行きに延長され、五反田駅発の夕方と夜間の区間列車は激減した。また、東急多摩川線には車両基地がないため、同線への車両出入庫も池上線の営業列車として行われており、蒲田駅でスイッチバックして東急多摩川線へ乗り入れる多摩川駅発着の列車が1日に数本設定されている（多摩川駅行きも五反田駅発着・雪が谷大塚駅発着の2系統を設定） 。ただし、時刻表上や駅の発車案内板はこれらの列車も全て蒲田行きとなっており、実際の列車の行き先も一部の車両で「多摩川線直通」と表示される以外は全て蒲田行きの表示となっている。
五反田駅 - 蒲田駅間の所要時間は最短で22分。乗降や待ち時間を含めて30分前後程度である。
毎年10月12日の夜には、池上駅が最寄り駅である池上本門寺で行われるお会式の万灯行列への参拝・見物客輸送のため臨時ダイヤとなり、列車が増発される。
雪が谷大塚駅以外で車両の夜間停泊がある駅は五反田駅と蒲田駅である（五反田駅2本停泊・蒲田駅1本停泊）。
駅設備は依然として古いものが多く、木造の旅客上屋や上屋と一体化した木製ベンチなどが今も現役で残っている。かつては池上駅に構内踏切が設置されていたが、橋上駅舎化に伴い2020年7月に廃止された。現在はホームごとに簡素な改札口が設けられた駅が多い。このような駅では片側のホームにしかトイレがなく、構内通路もないため反対側のホームからは利用することができない。老朽化対策への動きも見られ、2013年度までに山手通りをまたぐ鉄橋架け替え工事と共に駅施設の一部を更新した大崎広小路駅や、同年度までにバリアフリー化としてJR連絡通路にエレベーター・エスカレーター設置済みの五反田駅では、ホーム屋根掛け替え工事やホームドア設置工事等駅設備改良工事が実施されている。
「いい街 いい電車 プロジェクト」の一環として、多摩地区で生産された木材（多摩産材）を使用した「木になるリニューアル」が、2016年に戸越銀座駅（第1弾）、2019年に旗の台駅（第2弾）、2021年に長原駅（第3弾）で行われた。「気になるリニューアル」によって、戸越銀座駅や旗の台駅の老朽化したホームの屋根は立て替えられ、待合室や駅舎そのものも改修された。また千鳥町駅でも、2025年3月26日より「木になるリニューアル」に着手する予定である（2026年秋頃竣工予定）。千鳥町駅のリニューアルでは、多摩産材のほかに秋田県で生産される木材（あきた材）も使用され、ホーム側壁の一部には秋田県の伝統技術を活かしたアートウォールも設置する予定である。
後述の通り車両面においても長年、東横線などの主要路線で使用されていた18m中型車に改造を施した上で池上線に転属させており、種車製造から50年近く経過している中古の車両が主力として使われている状況となっていた。1993年に1000系が投入されて以降、2007年に7000系が投入されるなどの取り組みによって、車両の近代化が進行してきている。

## 沿線風景
品川区の商業の中心地である五反田と、大田区の行政・商業の中心地である蒲田とを、各区の郊外にあたる内陸部を経由して結ぶ路線である。五反田駅 - 雪が谷大塚駅間では中原街道と、雪が谷大塚駅 - 蒲田駅間では環八通りとおおむね並行している。各駅に小規模な駅前商店街が形成されている。
西側に目黒線・東急多摩川線（旧目蒲線）が通り、約1km前後の間隔を保ちながら終点の蒲田駅で合流する。両線の駅同士で最も近いのは千鳥町駅と下丸子駅の約500mで、徒歩でも7 - 8分程度で到達できる。

### 五反田 - 旗の台
五反田駅から戸越銀座駅までは、概ね商業地を走る。五反田駅は、駅ビル「五反田東急スクエア」4階に直結してホームがある。接続するJR東日本の山手線を見下ろす高い位置である。山手線との連絡通路にはエスカレーターとエレベーターが設置され、乗り換え客は連絡用改札を、都営地下鉄浅草線利用者や五反田駅で降りる客は「五反田東急スクエア」直結の改札口を利用する。電車は4階ホームから南へ向けて出発し、すぐに目黒川を渡る。高架のまま山手通りを跨ぐと、大崎広小路駅に着く。大崎広小路駅を出た列車は左右に急なカーブを抜け、池上線で最初の踏切である大崎広小路1号踏切道を越えて切通しに入る。国道1号との交差部の手前約数十メートルで鉄道用地が若干広くなるが、これはかつて桐ヶ谷駅があった跡である。直後に頭上を国道1号が越え、左カーブを抜けると戸越銀座駅へ到着する。同駅は都営地下鉄浅草線戸越駅との連絡駅で、駅前には直線で約1.6 km続く戸越銀座商店街が伸びている。戸越銀座を過ぎると商業地は住宅地に変わり、商店等も少なくなる。住宅地は旗の台まで続く。荏原中延駅とその前後は1989年（平成元年）3月に地下化され、地上の旧線路敷は公園などとなっている。旗の台駅では高架となっている大井町線の下を立体交差する。同駅では大井町線へ乗り換えるための連絡通路が長原駅寄りにある。昭和医科大学（昭和医科大学病院）の最寄り駅でもある。

### 旗の台 - 雪が谷大塚
池上線における列車運行の境界は雪が谷大塚駅であるが、旗の台駅を境に周囲は緑地と宅地の混在した地域となり、これが千鳥町駅まで続く。
旗の台駅を出た池上線は、長原駅の手前で再度地下に潜る。これは環七通りとの交差のためで、同駅は1972年に地下化された。周辺は武蔵野台地の突端部に近く、急坂の多い複雑な地形であり、1957年に架線電圧が600Vから1500Vに昇圧される要因ともなった。この付近から洗足池駅付近までにかけては、大深度地下を通る中央新幹線（建設中）の第一首都圏トンネルとほぼ並行している。地上に出ると洗足池駅があり、駅前を通る中原街道を渡ると洗足池が広がっている。桜の名所でもあり、花見シーズンは多くの人で賑わう。石川台駅までは切り通し区間となっている。過去には両脇の土手には桜が植えられていたが、現在では安全上の観点からほとんどが伐採されている。石川台駅を出て呑川を渡り、築堤を走ると雪が谷大塚駅である。

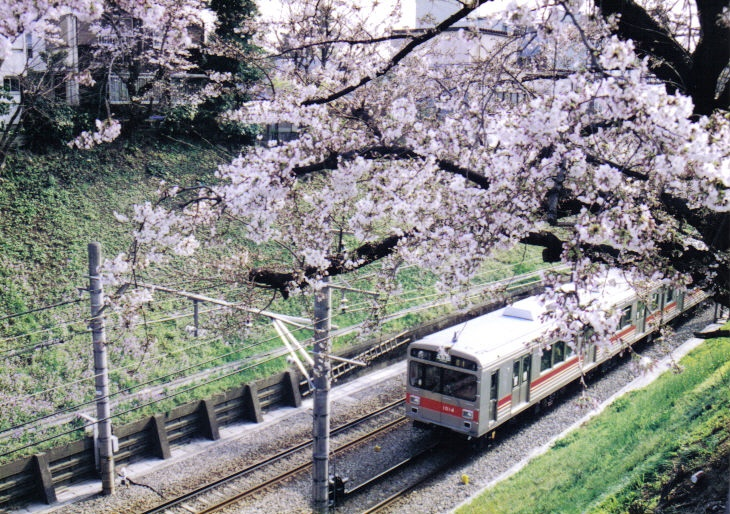
石川台駅 - 洗足池駅間の切り通し区間には多くの桜が植樹されていた（1997年）

### 雪が谷大塚 - 蒲田
雪が谷検車区を右に見ながら左に大きくカーブし、直線を少し走ると御嶽山駅に着く。駅北西側のイオンスタイル御嶽山駅前の裏に御嶽神社が鎮座しているため、この名がある。駅の南端直下をJR東海道新幹線や品鶴線（横須賀線・湘南新宿ライン・相鉄線直通列車）がくぐっている。これはJRを除く普通鉄道（鉄道からモノレール・新交通システムなどを除いたもの）事業者の路線が新幹線をオーバーパスしている数少ない例である。久が原駅、千鳥町駅と短い間隔で駅が続く。周囲は緑地と宅地の混在地であり、千鳥町駅前には区民農園がある。千鳥町駅を出ると左に大きくカーブしながら上り、国道1号の上を再度跨ぐ形で立体交差する。国道1号を越えると商業エリアとなり、五反田駅 - 戸越銀座駅間と同様に再び商店等が増えるが、旗の台駅 - 千鳥町駅間に見られるような宅地は少なくなる。勾配を下り、右にカーブしながら地上5階建ての駅ビルを有する池上駅に進入する。池上は日蓮宗の大本山である池上本門寺の門前町で、駅から参道が続き、徒歩数分で総門に着く。駅前のバスターミナルに面して名物の葛餅を売る店などがある。池上駅を出てすぐ右に急カーブし、踏切で多摩堤通りを越えると蓮沼駅に着く。左に急カーブし、右手から東急多摩川線が寄り添うと両路線の複線が揃って頭端式の蒲田駅に進入する。

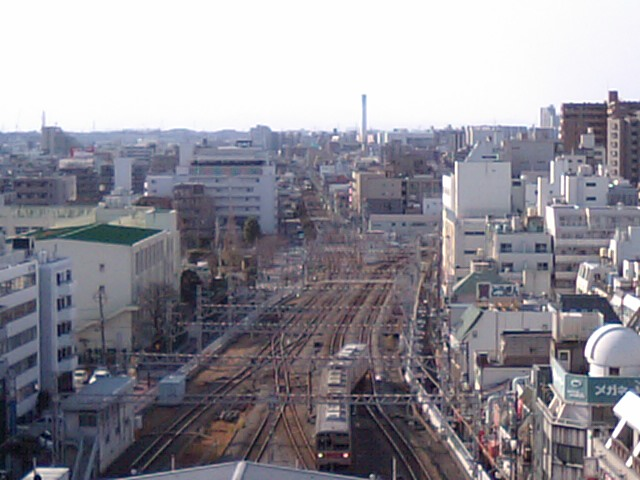
蒲田駅で合流する池上線（右）と東急多摩川線

## 使用車両

### 現在の車両
東急多摩川線と共通運用となっている。全車3両編成。当路線では1953年（昭和28年）12月に五反田 - 雪ヶ谷大塚間（当時）の区間列車で3両編成運転を、1956年（昭和31年）4月に全列車が3両編成運転となって以降、編成の増結（4両編成以上）は実施されていない。
- 1000系 - 16本。1993年（平成5年）1月以降に池上線へ就役[12]。
  - このうち6本は、池上線用に新製投入された車両（3本の先頭車のみ）、東横線・目蒲線共通運用車からの転用車（2本）、目蒲線からの転用車（1本の全車・3本の中間車のみ）である。
  - もう10本は1500番台で、1524F（元1024F）は池上線用に新製投入された編成、1522F、1523F（元1022F、元1023F）は池上線用に新製投入された先頭車と目蒲線から転用された中間車による編成、それ以外は東横線（日比谷線直通用）からの転用車である。2014年度から7700系の置き換え目的で導入されている（この目的は7700系が2018年11月に運用を終了したことで達成）。
  - 1993年に新製投入するまで、池上線では他路線で使用した中古の車両が使用されており、直接新車を導入するのは池上電気鉄道時代の1930年（昭和5年）6月に導入したモハ200系以来、実に63年ぶりであった[12]。
- 7000系 - 15本。上記の1000系以来14年ぶりの直接投入の新型車両（ただし東急多摩川線との共用となる）。
  - 5000系をベースとした東急多摩川線と共通の新型車両。2007年度は2本導入。第1編成は同年12月25日から営業運転を開始。2011年度までに大幅な増備を行い、19本（計57両）となる予定であった[13][14]が、その後の計画変更により1000系を改造して投入する方針に変更したことから、在籍車両数は予定増備数を下回っていた[15]。2017年より増備が再開され、2017年度に2本、2018年度に6本が導入された。そしてそれによって7700系が2018年11月24日をもって運用から退いた。

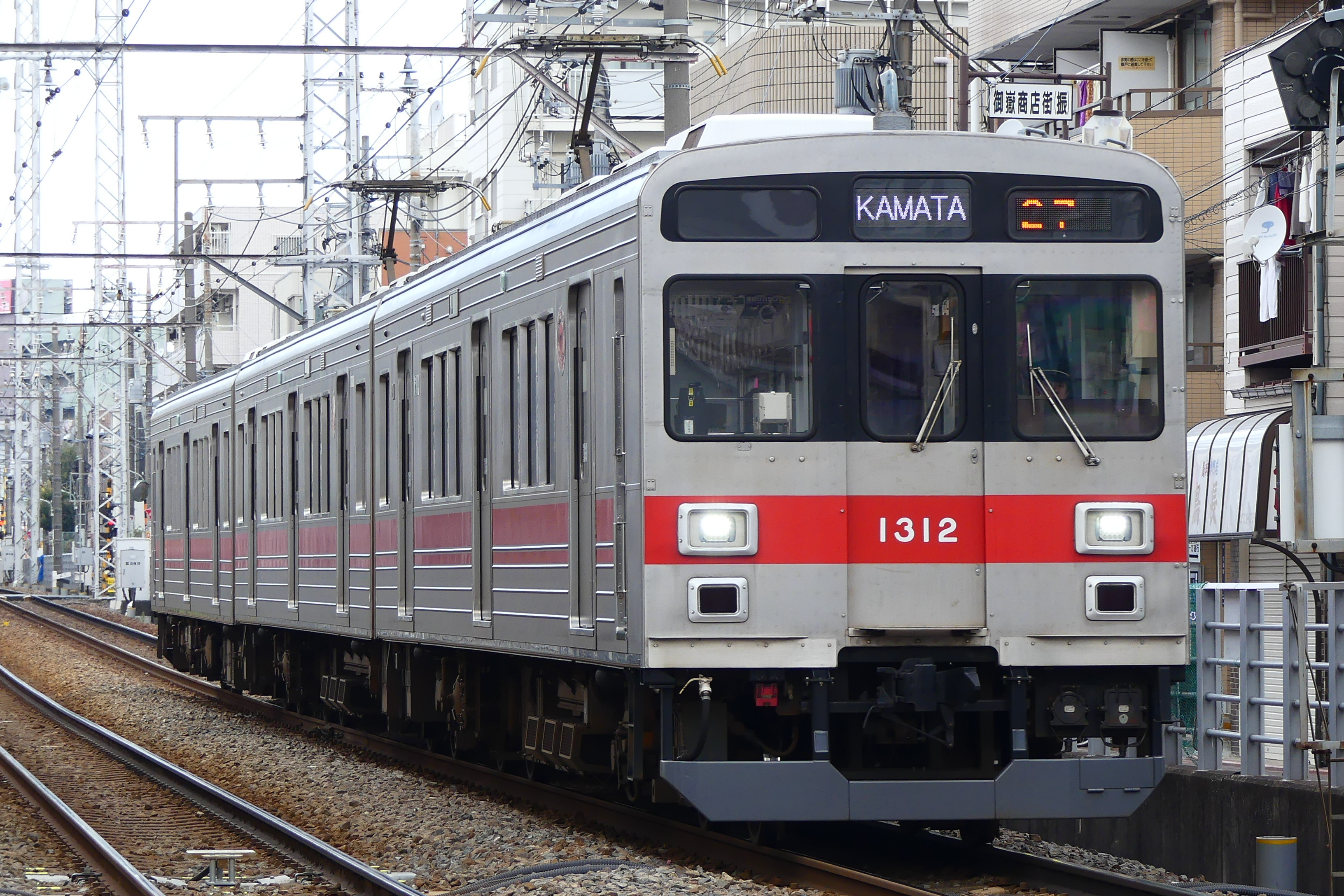
1000系
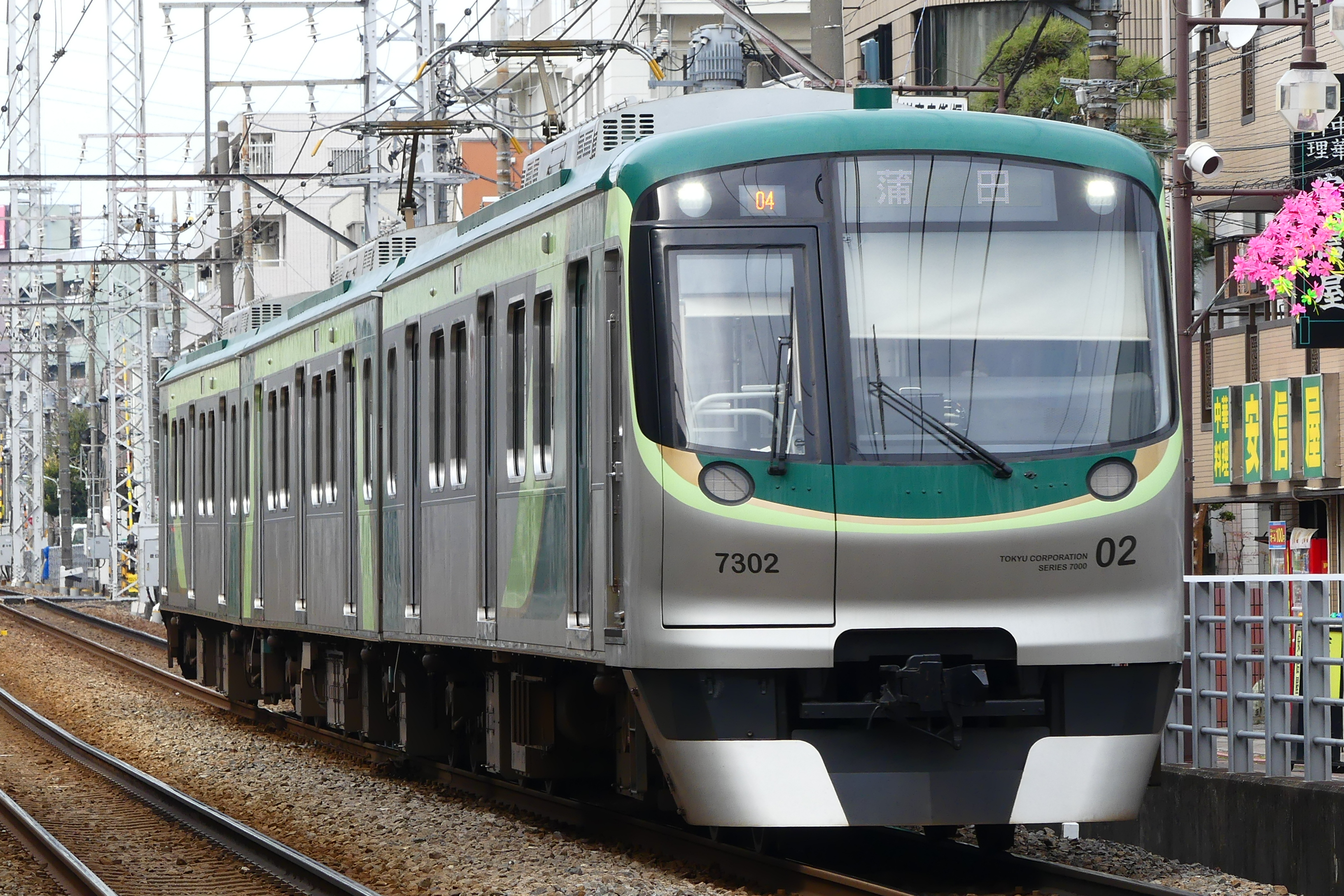
7000系

### 過去の車両
- 7700系 - 1995年（平成7年）3月以降池上線に就役[16]。2007年度以降7000系の増備による置き換えが始まり、2014年度からは1000系1500番台への置き換えが進められた。2017年度以降、再び7000系の増備により置き換えられ、2018年（平成30年）11月24日に営業運転を終了した。
- 7600系 - 1989年（平成元年）3月中旬池上線に就役[17]。2015年（平成27年）2月に営業運転を終了した。
- 7200系 - 池上線に導入された初の高性能車・冷房車であった。1984年（昭和59年）5月9日より池上線で営業運転を開始した[18]。その後、1995年（平成7年）10月までに全車両が目蒲線に転属し、池上線において運転を終了した[19]。
- 3000系 (初代) - 1984年（昭和59年）に前述の7200系が導入されるまでは、全車両が非冷房・吊り掛け駆動方式の初代3000系列であった[18]。

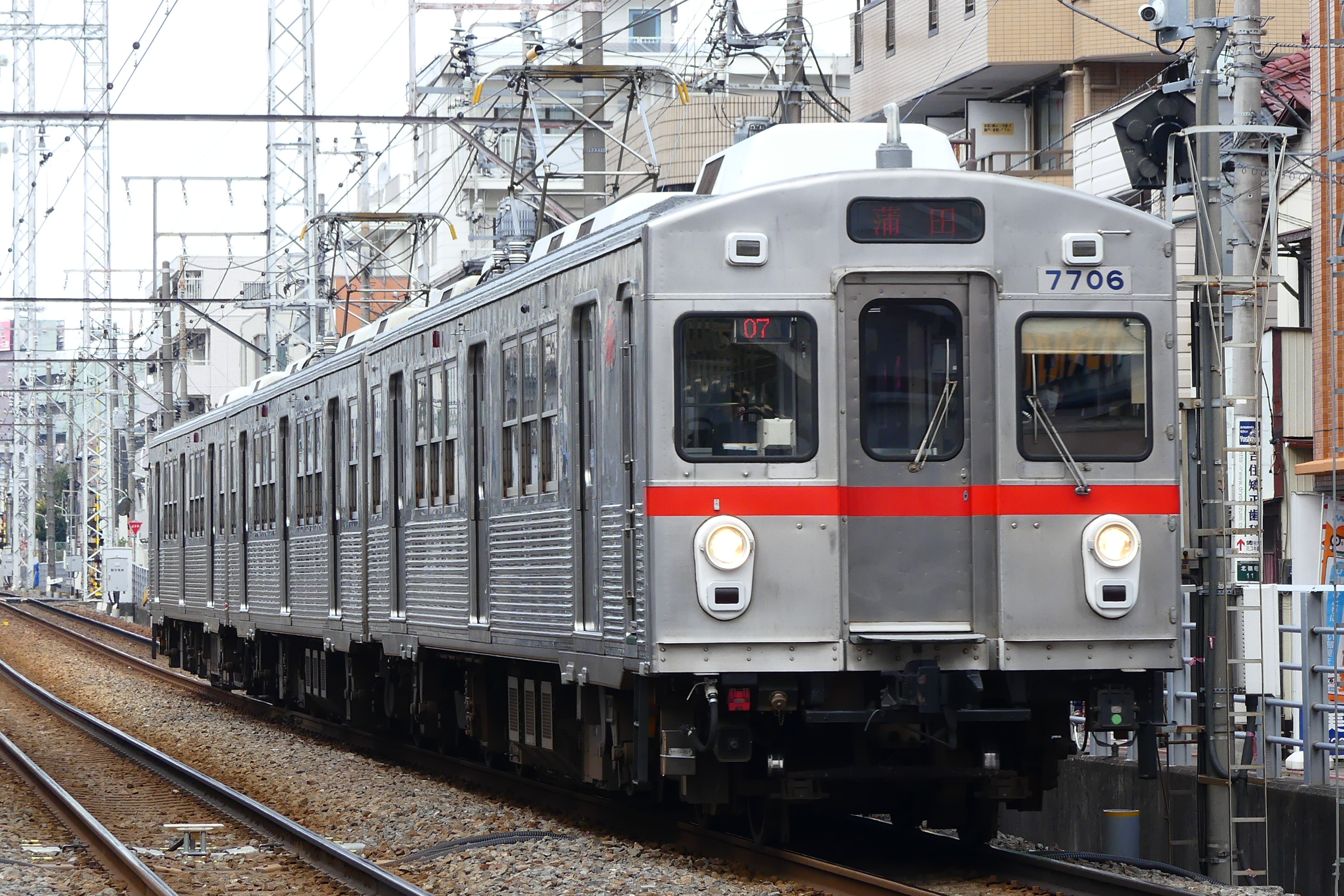
7700系
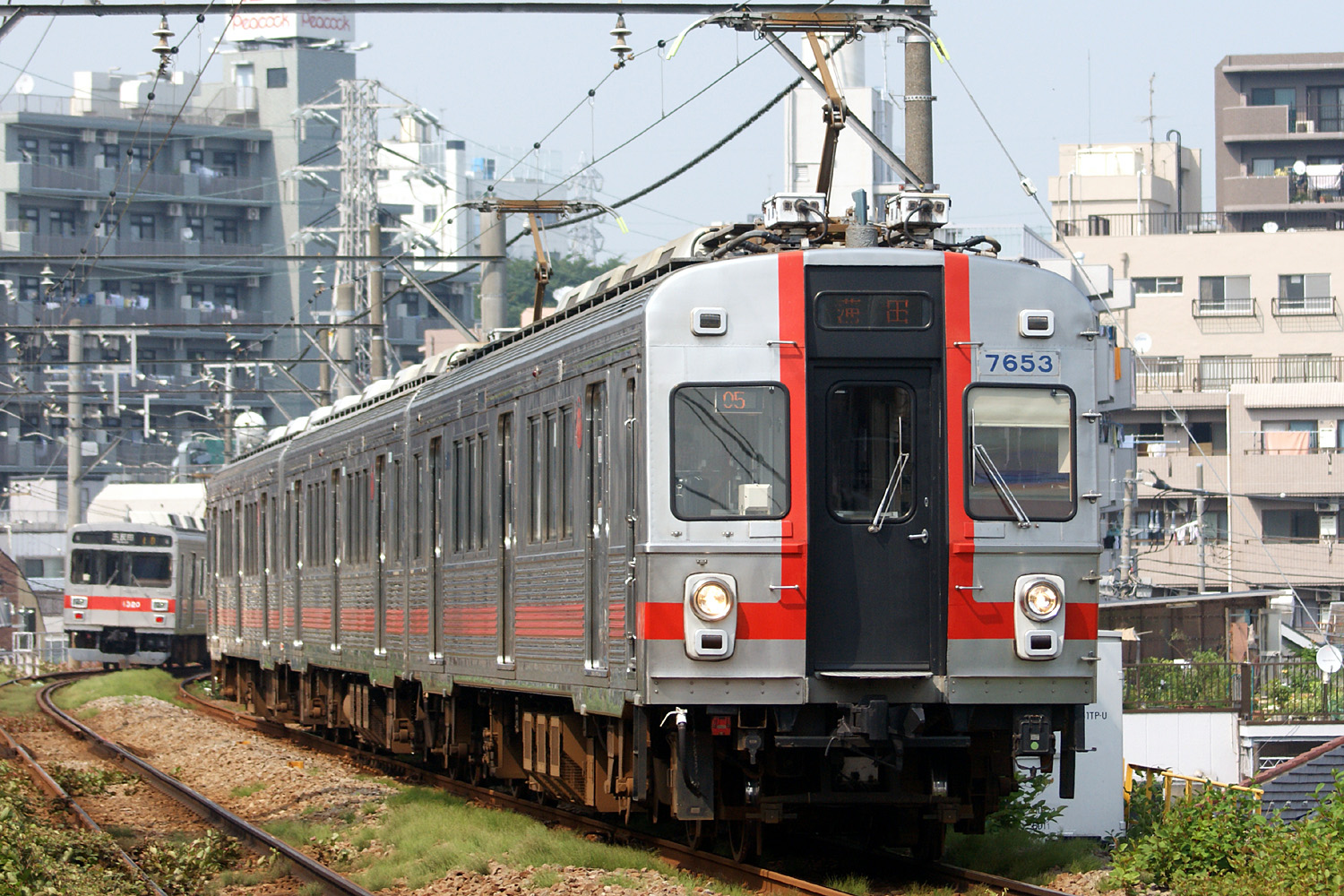
7600系

## 歴史
池上本門寺参詣客の輸送を目的に、池上電気鉄道の手によって開業した。なお、開業当初の蒲田駅 - 池上駅間は、現存する東急電鉄の鉄道路線では、最も早くに開業した区間である。
同社は後に東京川崎財閥の傘下に入り、中央本線国分寺駅への延伸を目指し、雪ヶ谷駅（現在の雪が谷大塚駅）から分岐して新奥沢駅に至る新奥沢線を1928年（昭和3年）に開業させている。しかし、1934年（昭和9年）には目黒蒲田電鉄（後の東急、当時目蒲線を運営）の五島慶太によって買収された。これは五島が自社の開発地を侵すものとして国分寺延伸計画を阻止し、さらには買収を行うに至ったとされている。買収後、新奥沢線は不採算路線ということもあって1935年（昭和10年）に廃止される。
元々、対立する会社同士の経営だった名残りで、大井町線との交点には長らく連絡駅を設けていなかった。しかし、1951年（昭和26年）に当路線の旗ヶ岡駅と大井町線の旗の台駅とを統合する形で接続を図っている。
1976年（昭和51年）に池上線を舞台にした歌『池上線』（作曲・唄：西島三重子 作詞：佐藤順英）が大ヒットし、その名が日本全国に広がった。しかし、この歌詞に池上線の車両の古さや状態の悪さを思わせる箇所があり、東急がそれらを否定するコメントを出す事態となった。ただ、当時の池上線を走っていた車両はほとんどが戦前製のデハ3450形を始めとした旧型車の初代3000系で、車体の更新工事は始まっていたものの、製造から40年以上が経過したものがあった。
その初代3000系列は1989年（平成元年）3月9日をもって撤退し、予備編成1本を残して運用を終了した。池上線は初代3000系が撤退した翌日の3月10日より、一足先に新性能ステンレス車（当時は7200系・7600系）のみの運行となった。ただし、デハ3450形3472編成（デハ3472 - サハ3375 - デハ3471）1本は予備編成として池上線に残っていた（原則として営業運転には就かず）。しかし、同年8月18日ダイヤ改正により、戸越銀座 - 旗の台間立体交差工事完成による徐行解除と7200系・7600系に対応した運転曲線により、全線で約1分のスピードアップが行われた。平日朝ラッシュ時の最大運用本数は16本→15本となり、7200系・7600系の予備車は2本となる。このため、翌8月19日にデハ3450形3472編成が雪が谷検車区から長津田検車区まで廃車回送され、ようやく旧性能車の完全な置き換えが完了した。
その後2007年（平成19年）には「池上線開通80周年」企画の一環として「池上線の名前を全国に広めた」ということで特別列車「名曲池上線号」が運転され、この曲を歌った西島三重子も乗車してイベントが行われた。

### 泉岳寺線の計画
戦後の1960年代には、1945年（昭和20年）に休止し1953年（昭和28年）に廃止した桐ヶ谷駅を復活させ、池上線の五反田駅 - 桐ヶ谷駅間を廃止する代わりに泉岳寺駅 - 桐ヶ谷駅間に新線として泉岳寺線を建設し、途中に高架駅の池上線から地下駅の泉岳寺線に移設した五反田駅から東京都交通局（都営地下鉄）浅草線と並行して建設して泉岳寺駅まで結び（浅草線では途中に高輪台駅を設置しているが、東急泉岳寺線は五反田駅 - 泉岳寺駅間に途中駅を建設する予定はなかった）、泉岳寺線を都営地下鉄三田線、さらに高島平駅から当時計画されていた東武高島平線を介して東武東上線と相互乗り入れさせる計画があった。また旗の台駅を大幅に改良し、泉岳寺線・池上線から田園都市線（現在一部区間は大井町線に名称を戻している）に直通させる計画もあった。
しかし、この計画は1965年（昭和40年）1月に東急が帝都高速度交通営団（営団地下鉄）、後の東京地下鉄（東京メトロ）半蔵門線との直通運転に方針変更したため中止された。三田線は後年になって営団地下鉄、後の東京メトロ南北線とともに同じ東急の目黒線と相互直通運転を開始した。

### 年表
- 1922年（大正11年）10月6日 池上電気鉄道により蒲田駅 - 池上駅間 (1.8km) 開業[27]。
- 1923年（大正12年）5月4日 池上駅 - 雪ヶ谷駅間 (3.5km) 開業[28]。
- 1926年（大正15年）
  - 8月[29] 末広駅（現・久が原駅） - 池上駅間の光明寺駅を廃止。
  - 8月6日 慶大グラウンド前駅（現・千鳥町駅）開業。
- 1927年（昭和2年）
  - 8月19日 雪ヶ谷駅 - 御嶽山前駅間に調布大塚駅開業。
  - 8月28日 雪ヶ谷駅 - 桐ヶ谷駅（現在廃止、大崎広小路駅 - 戸越銀座駅間）間(4.7km)開業[30]。
  - 10月9日 桐ヶ谷駅 - 大崎広小路駅間 (0.6km) 開業[31]。
- 1928年（昭和3年）
  - 4月13日 石川駅を石川台駅に、末広駅を東調布駅（現・久が原駅）に改称。
  - 6月17日 大崎広小路駅 - 五反田駅間 (0.3km) 開業（全通）[32]。
- 1933年（昭和8年）6月1日 雪ヶ谷駅に調布大塚駅を統合し雪ヶ谷大塚駅に、御嶽山前駅を御嶽山駅に改称。
- 1934年（昭和9年）10月1日 池上電気鉄道が目黒蒲田電鉄（東急の前身）に吸収合併される。
- 1936年（昭和11年）1月1日 東調布駅を久ヶ原駅に、慶大グラウンド前駅を千鳥町駅に改称。
- 1945年（昭和20年）7月25日[29] 桐ヶ谷駅を休止。
- 1951年（昭和26年）5月1日 旗ヶ岡駅が大井町線との交差位置に移転し、大井町線東洗足駅が移転・改称した旗の台駅に統合。
- 1953年（昭和28年）
  - 8月12日[29] 桐ヶ谷駅を廃止。
  - 12月15日 五反田 - 雪ヶ谷大塚間（当時）の区間列車で3両編成運転を開始[11]。
- 1956年（昭和31年）4月1日 全列車が3両編成運転となる[11]。
- 1957年（昭和32年）8月10日 架線電圧を600 Vから1500 Vに昇圧[33]。
- 1963年（昭和38年）12月1日 保安度向上のため、ATSの前身となる車内警報装置を導入[34]。
- 1966年（昭和41年）1月20日 雪ヶ谷大塚駅を雪が谷大塚駅に、久ヶ原駅を久が原駅に改称。
- 1968年（昭和43年）6月9日 長原駅地下化[35]。
- 1970年（昭和45年）4月1日 さらなる保安度向上のため、ATS（東急ATS）を導入[34]。東急鉄道全線へのATS導入が完了する[34]。
- 1982年（昭和57年）11月30日 旗の台駅 - 池上駅間の荷物輸送を廃止[36][37]。
- 1984年（昭和59年）5月9日 7200系による冷房車両の運転開始（7200系池上線で使用開始）[18]。
- 1989年（平成元年）
  - 3月9日 旧性能電車（初代3000系）の運用、この日限りで終了[24]。翌日からは全車両がオールステンレスカー7200系・7600系での運転となる[24]。
  - 3月19日 荏原中延駅地下化。
  - 8月18日 荏原中延駅地下化と7200系・7600系統一によるダイヤ改正[25]。翌日に最後まで予備編成として残っていたデハ3450形が撤退[26]。
- 1993年（平成5年）
  - 1月30日 目蒲線から転属した1000N'系が営業運転を開始[12]。
  - 3月15日 池上線における63年ぶりの新車となる1000N'系が営業運転を開始[12]。
- 1995年（平成7年）
  - 3月 7700系が池上線において営業運転を開始[16]。
  - 10月 7200系が池上線において営業運転を終了[19]。
- 1997年（平成9年）5月15日 TASCの試用を開始[3]。
- 1998年（平成10年）
  - 3月16日 ワンマン運転開始[3]。ただし、4月28日までは試行期間[38]。
  - 4月29日 ワンマン運転の本実施を開始[38]。
- 2007年（平成19年）
  - 12月16日 池上線開業80周年記念の貸切列車として、午前に「大相撲尾上部屋号」、午後に「名曲池上線号」を運転。それぞれ1000系が充当される[39]。
  - 12月25日 14年ぶりの池上線向け新車となる7000系（2代）営業運転開始[40]。
- 2014年（平成26年）5月10日 1000系1500番台営業運転開始。
- 2017年（平成29年）
  - 9月6日 品川区・大田区と連携して、池上線沿線を活性化させる「生活名所」プロジェクトを開始[41][42]。
  - 10月9日 「開通90周年記念イベント 10月9日池上線フリー乗車デー」を実施。この日に限り池上線のみが運賃無料で乗車できる「東急池上線1日フリー乗車券」を各駅の改札で配布[41]。
- 2018年（平成30年）11月23日-24日 生活名所プロジェクト第二弾として「池上線全線祭り」開催（一路線の全駅でのイベント開催は首都圏初）[43][44]。
- 2025年（令和7年）3月20日 五反田駅で池上線・東急多摩川線系統として初めてホームドアの供用を開始[4]。

## 駅一覧
- 全駅東京都内に所在。
- 駅番号は、2012年2月上旬から順次導入[45]。

| 駅番号 | 駅名         | 駅間キロ | 累計キロ | 接続路線                                                                           | 所在地 |
| ------ | ------------ | -------- | -------- | ---------------------------------------------------------------------------------- | ------ |
| IK01   | 五反田駅     | -        | 0.0      | 東日本旅客鉄道： 山手線 (JY 23) 都営地下鉄： 浅草線 (A-05)                         | 品川区 |
| IK02   | 大崎広小路駅 | 0.3      | 0.3      |                                                                                    | 品川区 |
| IK03   | 戸越銀座駅   | 1.1      | 1.4      | 都営地下鉄： 浅草線（戸越駅：A-04）                                                | 品川区 |
| IK04   | 荏原中延駅   | 0.7      | 2.1      |                                                                                    | 品川区 |
| IK05   | 旗の台駅     | 1.0      | 3.1      | 東急電鉄： 大井町線 (OM06)                                                         | 品川区 |
| IK06   | 長原駅       | 0.6      | 3.7      |                                                                                    | 大田区 |
| IK07   | 洗足池駅     | 0.6      | 4.3      |                                                                                    | 大田区 |
| IK08   | 石川台駅     | 0.6      | 4.9      |                                                                                    | 大田区 |
| IK09   | 雪が谷大塚駅 | 0.7      | 5.6      |                                                                                    | 大田区 |
| IK10   | 御嶽山駅     | 0.8      | 6.4      |                                                                                    | 大田区 |
| IK11   | 久が原駅     | 0.7      | 7.1      |                                                                                    | 大田区 |
| IK12   | 千鳥町駅     | 0.9      | 8.0      |                                                                                    | 大田区 |
| IK13   | 池上駅       | 1.1      | 9.1      |                                                                                    | 大田区 |
| IK14   | 蓮沼駅       | 1.0      | 10.1     |                                                                                    | 大田区 |
| IK15   | 蒲田駅       | 0.8      | 10.9     | 東急電鉄： 東急多摩川線 (TM07)（一部直通運転） 東日本旅客鉄道： 京浜東北線 (JK 17) | 大田区 |

### 廃駅
- 桐ヶ谷駅（大崎広小路 - 戸越銀座間）…1945年7月25日休止、1953年8月12日廃止[29]。
- 調布大塚駅（雪が谷大塚 - 御嶽山間）…1933年6月1日に雪ヶ谷駅と統合され雪ヶ谷大塚駅（現・雪が谷大塚駅）となる。
- 光明寺駅（久が原 - 千鳥町間）…1927年6月24日廃止。現在の久が原6号踏切付近に駅跡がある。